# بني حراف (تعز)
بني حُراف هي إحدى قرى الجمهورية اليمنية. تتبع جغرافيا لمحافظة تعز وإداريًا لمديرية المعافر، منطقة الصنة. يبلغ تعداد سكانها 3496 نسمة حسب الإحصاء الذي أجري عام 2004.

## القرى والبلدات
تضم عزلة بني حُرف 11 قرية وبلدة صغيرة، وهي:
- الغول
- الصيرات
- دار الحداد
- اللكيمة
- الميهال
- الحُمرا
- القحف
- الغبراء
- القفقاف
- الدور
- المُقرعة

## التسمية
بحسب بعض المصادر فقد جاءت تسمية «حُراف» كتحريف لكلمة «حران» التي تنسب اليها أكبر العائلات في المنطقة وأقدمها.